# Pedersenia costaricensis
Pedersenia costaricensis är en amarantväxtart som först beskrevs av Paul Carpenter Standley, och fick sitt nu gällande namn av Josef Holub. Pedersenia costaricensis ingår i släktet Pedersenia och familjen amarantväxter. Inga underarter finns listade i Catalogue of Life.